# Франческо Бусоне
Франческо Бусоне да Карманьола (на италиански: Francesco Bussone da Carmagnola, * ок. 1385 в Карманьола в Маркграфство Салуцо; † 5 май 1432 във Венеция (екзекутиран)) е италиански кондотиер през 15 век.
Карманьола е син на селянин, първо е наемен войник при Фачино Кане, господарят на Алесандрия и регент на Милано. След смъртта му (1412) той отива с цялата войска на Кане при Филипо Мария Висконти, херцогът на Милано, и се бие при него през 1414 – 1415 г. Става командир на Милано. През 1422 г. побеждава швейцарците. Затова Висконти го издига на граф на Кастелнуово и му дава извънбрачната су дъщеря Антония за жена.
Скоро след това противниците му го наклеветяват при херцога и той бяга във Венеция. През 1425 г. Карманьола е командир на войската Република Венеция при дож Франческо Фоскари. Освен това той командва и войската на съюзническа Флоренция. През 1426 г. побеждава войските на Карло Малатеста и Николо Пичинино на 12 октомври 1427 г. В мирния договор 1428 г. той получава Бреша, Бергамо и част от територията на Кремона за Венеция. Висконти трябва да му върне взетите му земи и да му предаде затворената му дотогава фамилия.
При новото избухване на войната през 1431 г. той не е така успешен и предизвиква загуба на венецианския флот на река По. Понеже е обвинен в предателство в полза на Милано, той е примамен да отиде във Венеция. Той е осъден там. Публично му отсичат главата на 5 май 1432 г. във Венеция. Неговота виновност обаче никога не е доказана.
Трагичният край на Карманьола се описва от Алесандро Манцони в трагедията му Il Conte di Carmagnola (1820).